# Fantômas (Band)
Fantômas ist eine Supergroup aus Kalifornien (USA), die genreübergreifende experimentelle Musik spielt und sich dabei einer Vielzahl von Stilelementen bedient.

## Geschichte
Fantômas wurde zunächst unter dem Namen Diabolic gegründet. Die erste Besetzung bestand aus dem Initiator, alleinigen Komponisten und Sänger Mike Patton (Faith No More, Mr. Bungle), Gitarrist Buzz Osborne (The Melvins), Bassist Trevor Dunn (Mr. Bungle) und dem Schlagzeuger Dave Lombardo (Slayer), der auf der Tournee 2005 von Terry Bozzio (Frank Zappa) vertreten wurde. Dave Lombardo war dabei nicht Pattons erste Wahl, diesen hatte ihm jedoch Igor Cavalera (Sepultura), welchen Patton zuerst für den Posten ins Auge gefasst hatte, empfohlen.
Alle Mitglieder waren bereits vor der Gründung dieses Projekts durch ihre Beteiligung an anderen Formationen bekannt und arbeiten parallel in weiteren Projekten und Bands mit, was wiederum den Projektcharakter der Gruppe Fantômas unterstreicht.
Patton gründete 1999 gleichzeitig mit dem Erscheinen des ersten Albums der Band sein Label Ipecac, und Fantômas wurden mit dem gleichnamigen Debütalbum das erste Produkt und Aushängeschild des Labels.

## Musikalische Idee, Entwicklung und Schwerpunkte
Fantômas ist eine experimentelle Rockband. Der Schwerpunkt ihrer Musik liegt, wie der Bandname bereits andeutet, auf der musikalischen Umsetzung cineastischer und visueller Themen. Dabei setzt die Band jedoch nicht auf traditionell strukturierte Soundtrack-Formate und -Arrangements, sondern sie bedient sich meist der Stilmittel Collage und Montage sowie häufiger abrupter Stil-, Tempo- und Dynamikwechsel. In diesen Eigenschaften ist die Musik von Fantômas mit der experimentellen Musik mancher Projekte des US-Saxophonisten John Zorn verwandt – wie zum Beispiel mit dem Projekt Naked City, dessen Werke ebenfalls visuell-cineastisch inspiriert sind, sowie mit der Musik von Zorns Band Painkiller.

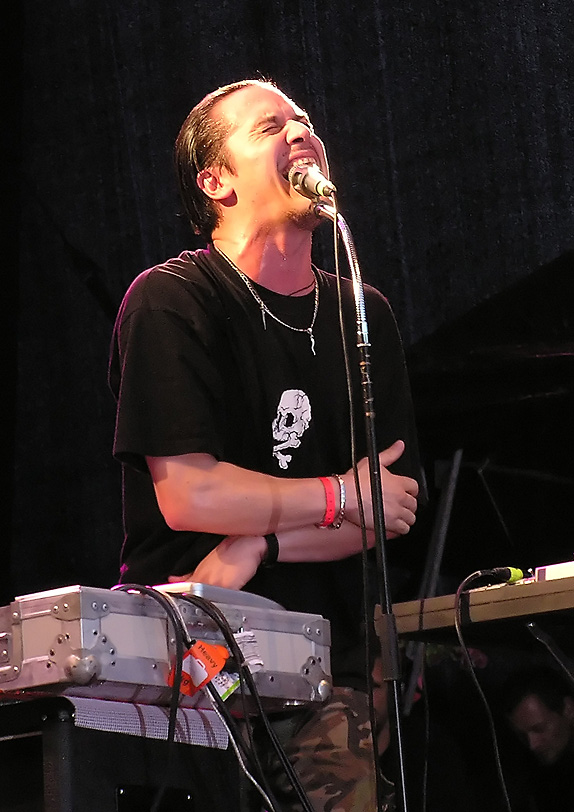
Mike Patton live in Norwegen 2005

Mike Patton, kreativer Kopf der Band, hat als Sänger nicht die in Rockbands übliche zentrale Rolle eines Frontmanns, sondern setzt seine Stimme oft zur Lautmalerei ein, der Funktion eines Musikinstruments entsprechend. Fantômas produzieren hauptsächlich Konzeptalben, die eine eigene Chronologie verfolgen. Eine Ausnahme ist die Live-Kooperation mit der Band The Melvins.
Das erste, selbstbetitelte Album der Band ist eine Hommage an die anarchistische Film-, Comic- und Romanfigur Fantômas. Mittels einer Stilmischung aus Noise, New Age, Soundtrack, Jazz und Black Metal wurde ein Fantômas-Comic Seite für Seite vertont – dementsprechend auch die fortlaufende Titelbezeichnung von Book I, Page 1 bis Book I, Page 30.
Einen ähnlichen Weg verfolgt auch das zweite Album The Director’s Cut. Es ist eine Hommage an bekannte Horrorfilme und Psychothriller (darunter Rosemaries Baby und Der Pate). Teile aus deren Filmmusik werden in einen neuen Kontext gestellt, indem sie sie mit Noise-Elementen kombiniert werden. Im Gegensatz zu den anderen Alben der Band ist dies jedoch ein traditioneller strukturiertes Werk, das eindeutig benannte Titel und deutlich voneinander abgesetzte Stücke enthält.
Im Jahre 2004 veröffentlichten Fantômas mit Delìrium Còrdia eine ruhige und düstere Komposition. Dieses dritte Album besteht aus einem einzigen 70-minütigen Stück und gilt als Soundtrack für einen imaginären Horrorfilm. Für den Musikstil dieses Albums standen frühe Industrial-Bands wie Current 93 oder Nurse With Wound Pate.
Das vierte Album aus dem Jahr 2005, Suspended Animation, kehrt in Geschwindigkeit und Dynamik wieder zum Stil der ersten beiden Alben zurück und ist thematisch wie künstlerisch das Gegenteil des gleichzeitig eingespielten Albums Delìrium Còrdia. Suspended Animation interpretiert die Idee von Zeichentrickfilmen wie den Looney Tunes. Die dreißig einzelnen und ohne erkennbaren Zusammenhang unterteilten Musikfetzen tragen als Titel die Tage des Monats April 2005 mit fortlaufender Datumsangabe und sind vom April’s Fool Day bis zur Walpurgisnacht nach mehr oder minder obskuren Feiertagen aus allen Teilen der Welt benannt.

## Diskografie

### Alben
- 1999: Fantômas
- 2001: The Director’s Cut
- 2004: Delìrium Còrdia
- 2005: Suspended Animation

### Samplerbeiträge und weitere Veröffentlichungen
- 1998: Chariot Choogle – Samplerbeitrag auf dem Tribut Great Jewish Music an Marc Bolan und T. Rex
- 2003: Zamaraim – Samplerbeitrag auf dem Tribut The Unknow Masada an John Zorn
- 2006: animali in calore surriscaldati con ipertermia genitale – 5-inch

### Videos
- 2008: Live from London 2006 (als Fantomas Melvins Big Band)